# Albertus Seba

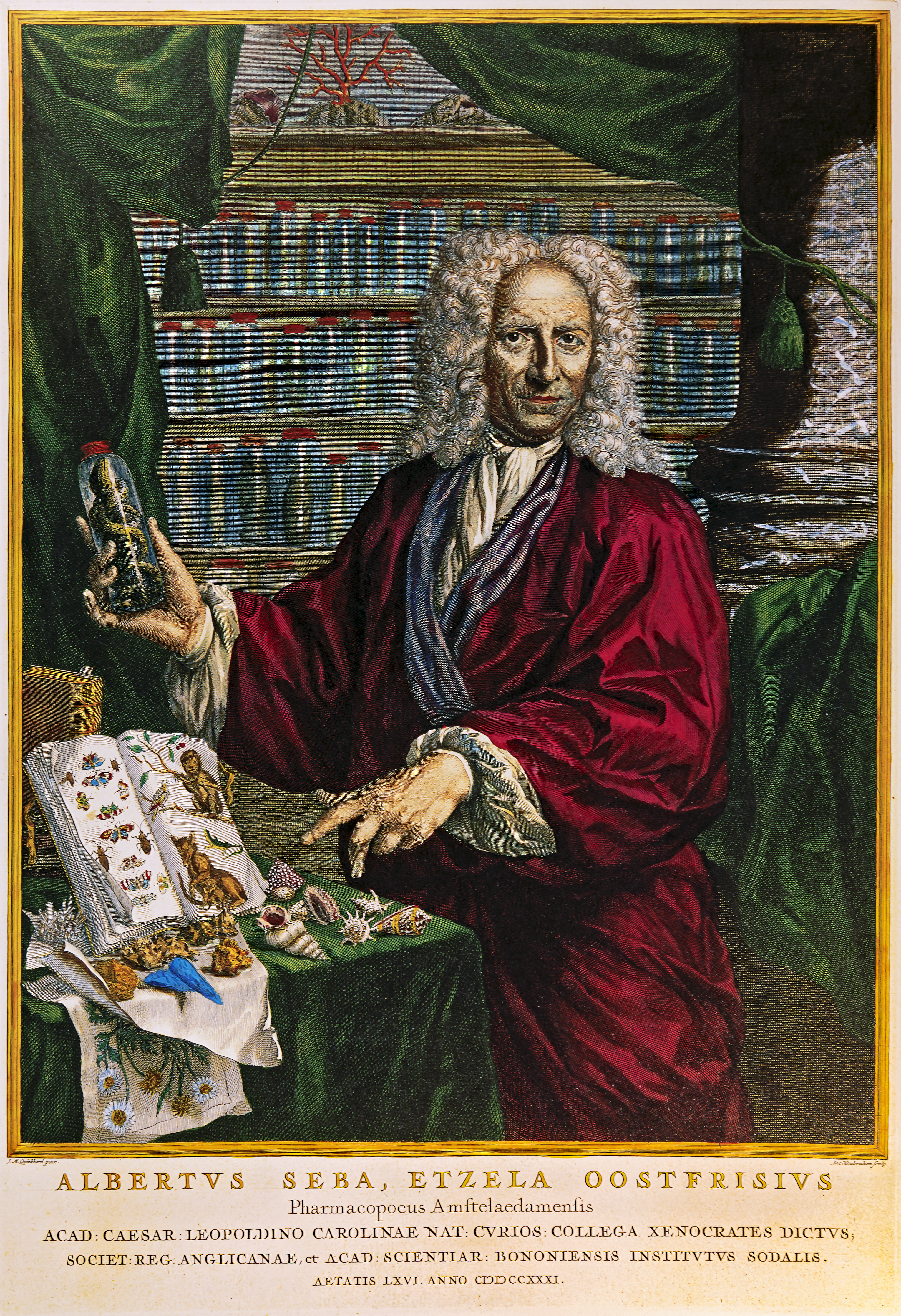
Albertus Seba

Albertus Seba (Etzel, Alemanha, 12 de maio de 1665 - Amsterdã, 2 de maio de 1736) foi um zoólogo e farmacêutico neerlandês nascido na Alemanha.
Nascido em Frisia Oriental, Seba mudou-se para Amsterdam como um aprendiz e abriu, por volta de 1700, uma farmácia próxima ao porto. Seba pedia que marinheiros e cirurgiões de navios lhe trouxessem plantas e produtos animais para que ele pudesse usar no preparo de medicamentos. Acabou por colecionar espécimes de plantas e animais em sua casa, formando uma importante coleção (composta por mamíferos, aves, moluscos, insetos e, sobretudo, serpentes). A partir de 1711, Seba passou a entregar fármacos à corte russa, tornando-se bastante rico.
Em 1715 a coleção foi comprada pelo czar Pedro, o Grande da Rússia, formando mais tarde a base do museu de São Petersburgo. Saba começou, então, uma nova coleção. Depois de sua morte esta foi vendida em 1752 e se dispersou por toda Europa. Por exemplo, seus répteis estão distribuídos por Berlim, Leiden, São Petersburgo, Londres e Paris. Em 1789 a Python sebae foi batizada em sua homenagem por Johann Friedrich Gmelin.
Em 1734 Seba publicou um Thesaurus de espécimes animais com gravuras. Os últimos dois de quatro volumes foram publicados após sua morte. O nome completo do tesauro é, em título bilíngue latim-neerlandês, Locupletissimi rerum naturalium thesauri accurata descriptio — Naaukeurige beschryving van het schatryke kabinet der voornaamste seldzaamheden der natuur (em português "Descrição detalhada de um tesauro muito rico sobre os principais e mais raros objetos naturais").
Hoje, o volume original de 446 painéis está em exibição permanente na Koninklijke Bibliotheek em Haia, Países Baixos. Recentemente, um exemplar completo do tesauro foi vendido por 460 mil dólares em um leilão. Em 2001 foi publicada uma reimpressão do tesauro, pela editora Taschen Books.